# Ministerium des Inneren, für Digitalisierung und Kommunen Baden-Württemberg

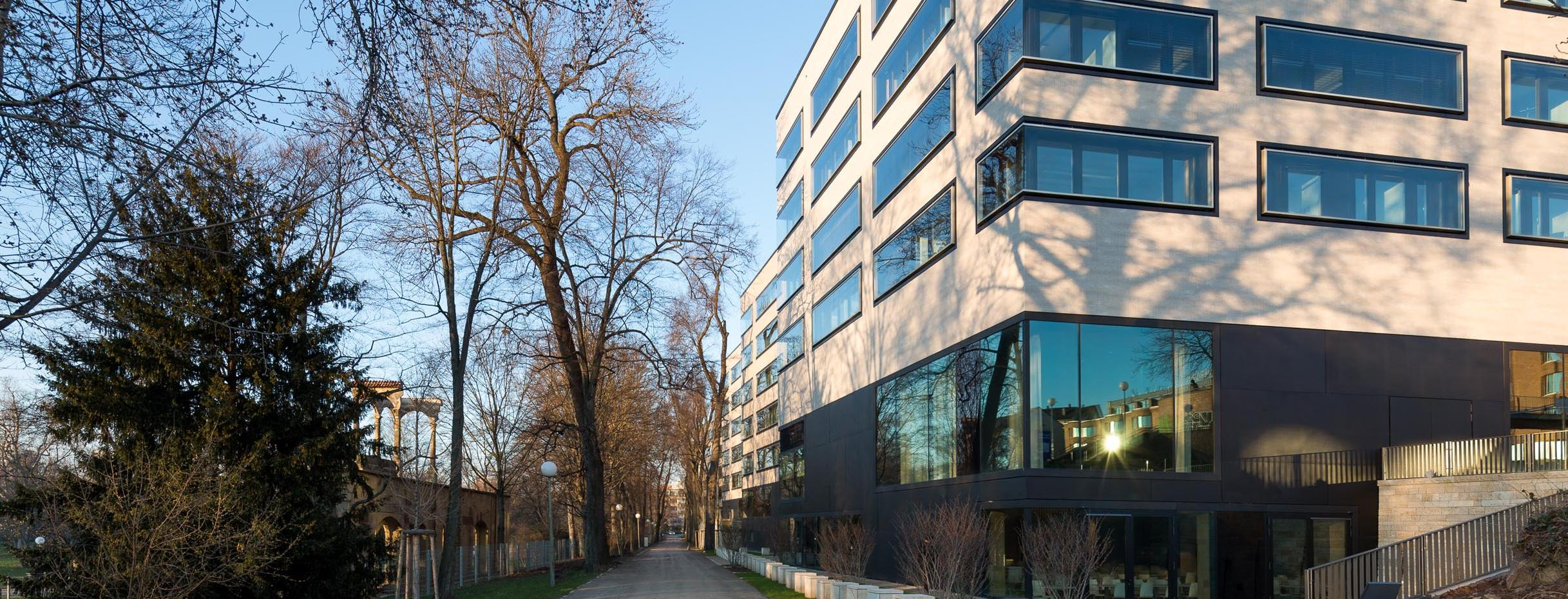
Sicht auf das Innenministerium Baden-Württemberg vom Schlossgarten aus

Das Ministerium des Inneren, für Digitalisierung und Kommunen Baden-Württemberg (IM BW) ist eine Oberste Landesbehörde. Es ist eines von zwölf Ministerien in der Regierung des Landes Baden-Württemberg. 

## Leitung
Minister ist seit 2016 Thomas Strobl, Politischer Staatssekretär ist seit 2023 Thomas Blenke. Leitender Beamter und Amtschef ist seit 2022 Ministerialdirektor Reiner Moser. Zusätzlich in der Führungsebene des Ministeriums ist seit 2015 der Beauftragte der Landesregierung für Informationstechnologie (CIO/CDO), Ministerialdirektor Stefan Krebs, angesiedelt.
Die Innenminister seit 1952 finden sich in der Liste der Innenminister von Baden-Württemberg.

## Geschäftsbereich
Zum Geschäftsbereich des Innenministeriums gehören alle Geschäfte der Staatsverwaltung, für die nicht ein anderes Ministerium zuständig ist, insbesondere:
1. Verfassung, Staatsgebiet und Landeseinteilung, Wahlen und Abstimmungen;
2. allgemeines Verwaltungsrecht, Datenschutz;
3. Verwaltungsreform;
4. allgemeines Beamtenrecht (ohne Besoldungs- und Versorgungsrecht), Disziplinarrecht, Personalwesen für den allgemeinen Verwaltungsdienst einschließlich Ausbildung, ressortübergreifende Aufgaben der fachübergreifenden Fortbildung für die Landesverwaltung, Landespersonalausschuss;
5. Grundsatzfragen sowie Koordinierung von Planung und Einsatz der Informations- und Kommunikationstechnik in der Landesverwaltung;
6. Staatsangehörigkeit, Personenstandswesen, Auswanderung;
7. Öffentliche Sicherheit und Ordnung einschl. Polizei;
8. Verfassungsschutz;
9. Katastrophenschutz, Notfallvorsorge und Zivile Verteidigung;
10. Kommunalwesen;
11. Sparkassenwesen;
12. Feuerwehrwesen;
13. Angelegenheiten der Vertriebenen, Flüchtlinge und Aussiedler einschließlich der Eingliederung der Spätaussiedler, Lastenausgleich;

Das Innenministerium führt darüber hinaus über das jeweilige Regierungspräsidium die Fachaufsicht über die 35 Landkreise und die neun Stadtkreise sowie indirekt, das heißt über das Regierungspräsidium auch über die 88 Großen Kreisstädte sowie alle anderen Gemeinden in Baden-Württemberg.
Die Behörde mit Sitz in Stuttgart hat gegenwärtig circa 608 Mitarbeiter.

## Struktur
Zum Leitungsbereich gehören neben Minister, Staatssekretär und Amtschef (seit 2021 im Rang eines beamteten Staatssekretärs) noch der Beauftragte der Landesregierung für Informationstechnologie, sowie das Ministerbüro, der Leitungsstab und das Büro für Kommunikation und Öffentlichkeitsarbeit.
Unter dem Amtschef (Abteilungen 1 und 2), dem Staatssekretär (Abteilungen 3 und 6) und dem Beauftragten der Landesregierung für Informationstechnologie (Abteilungen 5 und 7) gliedert sich das Ministerium in 7 Abteilungen: 
- Abteilung 1: Personal, Finanzen, Organisation, Dienstrecht
- Abteilung 2: Verfassung, Kommunales, Recht
- Abteilung 3: Landespolizeipräsidium → Hauptartikel: Polizei Baden-Württemberg
- Abteilung 4: Weggefallen seit 23. August 2022
- Abteilung 5: IT, E-Government, Verwaltungsmodernisierung
- Abteilung 6: Bevölkerungsschutz und Krisenmanagement
- Abteilung 7: Digitalisierung

## Nachgeordnete Dienststellen
Dem Innenministerium Baden-Württemberg sind folgende Dienststellen, Behörden und Einrichtungen unterstellt beziehungsweise zugeordnet beziehungsweise werden von diesem beaufsichtigt:
- Badischer Gemeinde-Versicherungs-Verband (BGV) mit Sitz in Karlsruhe
- Cybersicherheitsagentur Baden-Württemberg (CSBW) mit Sitz in Stuttgart, gegründet 2021[5]
- Gemeindeprüfungsanstalt Baden-Württemberg mit Sitz in Karlsruhe
- Haus der Heimat des Landes Baden-Württemberg mit Sitz in Stuttgart, gegründet 1976
- Institut für donauschwäbische Geschichte und Landeskunde – Forschungseinrichtung mit Sitz in Tübingen, errichtet 1987
- IT Baden-Württemberg (BITBW) mit Sitz in Stuttgart
- Kommunaler Versorgungsverband Baden-Württemberg mit Sitz in Karlsruhe
- Landesamt für Verfassungsschutz Baden-Württemberg mit Sitz in Stuttgart, errichtet 1952
- Landesbank Baden-Württemberg mit Sitz in Karlsruhe
- Landesbausparkasse Baden-Württemberg mit Sitz in Stuttgart
- Landesfeuerwehrschule Baden-Württemberg mit Sitz in Bruchsal, gegründet 1961
- Regierungspräsidium Freiburg (Regierungsbezirk Freiburg), errichtet 1952
- Regierungspräsidium Karlsruhe (Regierungsbezirk Karlsruhe), errichtet 1952
- Regierungspräsidium Stuttgart (Regierungsbezirk Stuttgart), errichtet 1952
- Regierungspräsidium Tübingen (Regierungsbezirk Tübingen), errichtet 1952
- Sparkassenverband Baden-Württemberg mit Sitz in Stuttgart

sowie für die Polizei
- 13 Regionale Polizeipräsidien mit Sitz in Aalen, Freiburg, Heilbronn, Karlsruhe, Konstanz, Ludwigsburg, Mannheim, Offenburg, Pforzheim, Ravensburg, Reutlingen, Stuttgart und Ulm
- Polizeipräsidium Einsatz mit Sitz in Göppingen
- Präsidium Technik, Logistik, Service der Polizei mit Sitz in Stuttgart
- Landeskriminalamt Baden-Württemberg mit Sitz in Stuttgart
- Hochschule für Polizei Baden-Württemberg (früher: Akademie der Polizei bzw. Landes-Polizeischule Baden-Württemberg) mit Sitz in Villingen-Schwenningen

## Staatssekretäre
Politischer Staatssekretär war vom 29. April 2005 bis 9. Februar 2010 Rudolf Köberle. Anschließend wurde auf eine Neubesetzung eines Staatssekretärs im Innenministerium verzichtet. Von Oktober 2016 bis März 2018 war Martin Jäger beamteter Staatssekretär. Von April 2018 bis Juni 2023 war Wilfried Klenk politischer Staatssekretär. Seit Juli 2023 ist Thomas Blenke politischer Staatssekretär.
Von 2018 bis 2019 sowie von 2021 bis 2022 war Julian Würtenberger neben dem politischen Staatssekretär der beamtete Staatssekretär im Ministerium. Als dieser nahm er die Funktion des Amtschefs wahr. Seit 2022 wird diese Funktion von Ministerialdirektor Reiner Moser wahrgenommen.